# Kanton Thionville
Kanton Thionville (fr. Canton de Thionville) je francouzský kanton v departementu Moselle v regionu Grand Est. Tvoří ho pouze část města Thionville a obec Terville. Zřízen byl v roce 2015.